# Castillo de Sjvilo
El castillo de Sjvilo (en georgiano: სხვილო, სხვილოს ციხე), también conocido como la fortaleza de Sjvilo, es una fortaleza medieval ubicada en la región de Shida Kartli, en el distrito de Kaspi, Georgia. Fue construido en el siglo XIV.  

## Arquitectura
El castillo es alargado de forma rectangular con solo una entrada estrecha hacia el oeste. Relativamente bien conservado, tiene una superficie de unos 45 × 20 m, sobresale con paredes altas de tres a cuatro pisos (unos 10 m) en el suelo. El grosor de las paredes es de tres a cuatro metros. En el lado oeste hay dos bastiones semicirculares, mientras en el este hay cuatro, que emergen de la pared en forma de pilar. El único acceso estaba ubicado en el lado suroeste. En el pequeño patio detrás de la puerta, otra pared del patio que bloqueaba el paso a los edificios que se encontraban más allá. Al norte se encuentra una torre usada como torre de vigilancia, una segunda torre, pero reducida a la altura de la pared, se encuentra en el lado sur de la fortaleza. Entre ambas torres se encuentran los edificios residenciales apoyados contra el muro defensivo y un edificio originalmente utilizado como iglesia.

## Historia
La historia del castillo de Skhvilo está relacionada con el surgimiento de los antepasados feudales de Zevgendenidze (Amilakhvarni). En el siglo XIV, estos recibieron por primera vez la propiedad, la cual usaron como su residencia. En los siglos XVI-XVII, se trasladaron a Kvemo Chala y el castillo de Skhvilo solo sirvió como fortaleza. En el siglo XVII, Iota, fortificado en el castillo, atacó al rey Rustam y derrotó a Amilajvari. En el siglo XVII, fue uno de los bastiones del gobernador de Kartli, Givi Amilajvari, quien luchó contra la agresión de Irán. Hasta finales del siglo XVIII, el castillo de Skhvilo perteneció a la familia Amilakhvarts. Posteriormente perdió su antiguo valor. 